# 布呂尼斯里德
布呂尼斯里德是瑞士弗里堡州森塞区的一个市镇。 位于该国西部主要讲法语的弗里堡州，它也是德语人口最多的城市之一。位於該國西部，由弗里堡州負責管轄，面積3.25平方公里，海拔高度875米，2011年人口644，七成半人口信奉羅馬天主教，人口密度每平方公里198人。

## 历史
布呂尼斯里德在1294年首次被提及为 Brunisriet。